# Марсаля
Марса̀ля (на италиански: Marsaglia; на пиемонтски: Marsaja, Марсая) е село и община в Северна Италия, провинция Кунео, регион Пиемонт. Разположено е на 607 m надморска височина. Населението на общината е 219 души (1 януари 2023).